# Tiago Strepa
Tiago Strepa, foi um frei franciscano polonês que nasceu no ano de 1340 na Galácia, foi ordenado bispo em 1391 para a Arquidiocese de Leópolis e morreu na arquidiocese no ano de 1409. O Papa Pio VI em 1791, aprovou a sua beatificação.

## Biografia
Tiago Strepa nasceu em 1340 na Galícia, de uma nobre família polonesa. Muito jovem tinha grande devoção à São Francisco de Assis e o fez ingressar nos franciscanos. Exerceu por muito tempo na Ordem a função de vigário-geral na Rússia e trabalhou ativamente para a unidade dos cristãos. 
Em 1391 foi eleito pelo Papa Bonifácio IX, bispo da Diocese de Halicz, que depois mudou a sua sede metropolitana para Leópolis, trabalhou ativamente na criação de paróquias, fundando casas religiosas e realizando as visitas pastorais. 

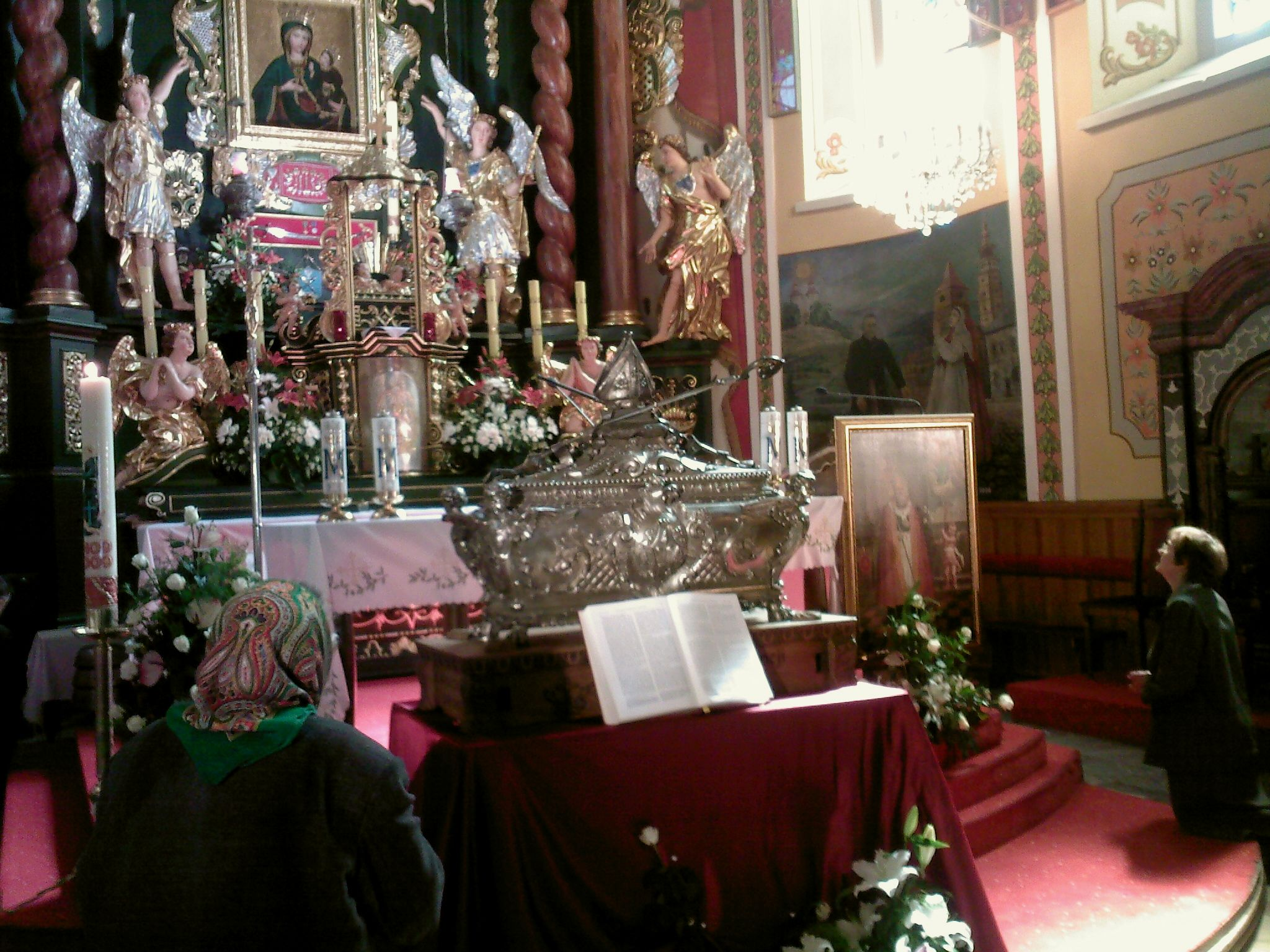
Caixão de prata com os restos mortais do Beato Tiago Strepa exposta ao público no Santuário Mariano em Rychwałd durante sua peregrinação.

Ele também atuou na Associação dos Irmãos Peregrinos para Cristo, que era um grupo de franciscanos e dominicanos que evangelizaria por toda a Europa em lugares como a Moldávia e foi o responsável pelas missões franciscanas. Por seus atos, foi proclamado defensor e custódio de sua pátria.
O bispo Tiago morreu no dia 20 de outubro de 1409 e seu corpo, considerado incorrupto, foi transladado para a Catedral de Leópolis. No dia 11 de setembro de 1709, o Papa Pio VI aprovou seu culto e a beatificação, que aconteceu na Basílica de São Pedro no ano de 1790. É considerado o patrono da Arquidiocese de Leópolis e da Província polonesa da Ordem dos Frades Menores Conventuais.